# 지호쿠역
지호쿠역(일본어: 智北駅)은 일본 홋카이도 나요로시에 있는 홋카이도 여객철도 소야 본선의 역이다.
역 번호는 W52이다.

## 역 구조
단선 승강장 1면 1선의 구조를 가진 지상역이며, 승강장은 선로 북쪽에 존재한다.

## 이용 현황
- 1992년도 기준 하루 이용객수 2명.

## 역 주변
- 데시오강

## 인접 역
| 홋카이도 여객철도 소야 본선 | 홋카이도 여객철도 소야 본선 | 홋카이도 여객철도 소야 본선 |
| --------------------------- | --------------------------- | --------------------------- |
| W51 지에분 아사히카와 방면  | ■ 소야 본선                 | 비후카 W54 왓카나이 방면    |